# Іст-Енд (Арканзас)
Іст-Енд (англ. East End) — переписна місцевість (CDP) в США, в окрузі Салін штату Арканзас. Населення — 7137 осіб (2020).

## Географія
Іст-Енд розташований за координатами 34°33′16″ пн. ш. 92°19′39″ зх. д. / 34.55444° пн. ш. 92.32750° зх. д. (34.554505, -92.327475).  За даними Бюро перепису населення США в 2010 році переписна місцевість мала площу 52,51 км², з яких 51,95 км² — суходіл та 0,56 км² — водойми.

## Демографія
Згідно з переписом 2010 року, у переписній місцевості мешкало 6998 осіб у 2592 домогосподарствах у складі 2004 родин. Густота населення становила 133 особи/км².  Було 2749 помешкань (52/км²). 
Расовий склад населення:
| - 91,8 % — білих - 2,4 % — чорних або афроамериканців - 2,0 % — азіатів - 0,7 % — корінних американців - 1,3 % — осіб інших рас |

До двох чи більше рас належало 1,8 %. Іспаномовні складали 2,6 % від усіх жителів.
За віковим діапазоном населення розподілялося таким чином: 26,6 % — особи молодші 18 років, 63,4 % — особи у віці 18—64 років, 10,0 % — особи у віці 65 років та старші. Медіана віку мешканця становила 38,0 року. На 100 осіб жіночої статі у переписній місцевості припадало 99,8 чоловіків;  на 100 жінок у віці від 18 років та старших — 96,8 чоловіків також старших 18 років.
Середній дохід на одне домашнє господарство  становив 63 617 доларів США (медіана — 49 420), а середній дохід на одну сім'ю — 69 981 долар (медіана — 51 326). Медіана доходів становила 45 095 доларів для чоловіків та 29 325 доларів для жінок. За межею бідності перебувало 6,7 % осіб, у тому числі 7,6 % дітей у віці до 18 років та 5,9 % осіб у віці 65 років та старших.
Цивільне працевлаштоване населення становило 3282 особи. Основні галузі зайнятості: роздрібна торгівля — 17,4 %, освіта, охорона здоров'я та соціальна допомога — 16,7 %, науковці, спеціалісти, менеджери — 10,7 %, будівництво — 10,1 %.